# S.League
De S.League is de hoogste voetbalcompetitie van Singapore. De competitie is opgericht in 1996, er spelen 12 teams in de S.League. Singapore Armed Forces Football Club is veruit de meest succesvolle club met 7 landstitels sinds 1996.

## Geschiedenis
Vóór 1996 was er voor de Singaporese voetballiefhebber niet veel te genieten als het ging om voetbalcompetities. Sinds 1921, heeft Singapore wel altijd een redelijk goede ploeg afgevaardigd -met als bijnaam de Leeuwen- op de prestigieuze Malaysia Cup, en ook later in de Malaysian League. Samen met het kleine staatje Selangor was Singapore meer dan 70 jaar een van de twee dominante teams in het Maleisische voetbal. De stadions waren altijd gevuld met duizenden fans.
In 1994 won Singapore zowel de Malaysian League als de Malaysia Cup. Dit zou het laatste jaar worden in de Maleisische competities. Er waren al sinds 1995 spanningen tussen de Football Association of Singapore (FAS) en de Football Association of Malaysia (FAM) over het plan van de FAM om belasting te heffen op wedstrijden. DE FAS splitste zich af en maakte plannen voor een eigen competitie.
Er werd een denktank opgericht om ideeën voor een nieuwe competitie te ontwikkelen, en Douglas Moore, die de coach was van het Singaporese team dat in 1994 de Maleysian League won, werd de eerste bestuurder.
Het eerste seizoen werd gehouden in 1996. Acht teams deden eraan mee, en de competitie werd in twee delen opgesplitst. In elk deel speelden alle 8 teams twee keer tegen elkaar: één keer thuis en één keer uit. De twee clubs die bovenaan eindigden streden in een play-offwedstrijd tegen elkaar om het kampioenschap. Geylang United was de eerste ploeg die de beker omhoog mocht houden na een 2-1-overwinning op SAF FC.
De opbouw van de competitie werd in 1997 vervangen door een traditionelere competitie. Sinds het eerste seizoen is de S.League gegroeid tot een competitie met 11 clubs. Er is geen promotie/degradatieregeling, aangezien er maar één divisie is. De samenstelling wordt elk jaar veranderd; de FAS kiest op basis van de organisatie en de resultaten van de gegadigden wie er in de S.League mogen spelen. Om de spanning te verhogen werd in 2003 de regel ingevoerd dat na elk gelijkspel een penaltyserie werd gehouden. De winnaar daarvan kreeg 2 punten, de verliezer 1. Deze regel werd een jaar later alweer afgeschaft.
Om de ontwikkeling van jonge spelers in Singapore een duwtje in de rug te geven, werd er in 2003 een team van jonge spelers, bekend als de Jonge Leeuwen aan de competitie toegevoegd. Deze club bestond voor een groot deel uit spelers van het nationale elftal U-23. De Jonge Leeuwen worden bestuurd door de FAS en bestaat alleen uit spelers jonger dan 23 jaar. Buitenlandse spelers worden alleen aan de club toegevoegd als ze hun nationaliteit veranderen (en dus in de toekomst misschien voor het nationale elftal uit kunnen komen).
Er zitten 3 niet-Singaporese teams in de S.League: Albirex Niigata (een satellietclub van een Japanse profclub), Sinchi FC (een team met Chinese spelers) en Sporting Afrique FC (met alleen spelers van Afrikaanse origine). Sinchi trok zich na het seizoen van 2005 terug, de andere twee gingen door.

## Huidige teams
| Team                    | Stad          | Bijzonderheid                                   |
| ----------------------- | ------------- | ----------------------------------------------- |
| Albirex Niigata FC      | Singapore     | Satellietclub van Albirex Niigata uit Japan.    |
| Balestier Khalsa FC     | Toa Payoh     |                                                 |
| Dalian Shide Siwu FC    | Queenstown    | Satellietclub van Dalian Shide uit China.       |
| Geylang United FC       | Bedok         |                                                 |
| Gombak United FC        | Jurong West   |                                                 |
| Home United FC          | Bishan        |                                                 |
| Sengkang Punggol FC     | Hougan        |                                                 |
| SAFFC                   | Choa Chu Kang |                                                 |
| Super Reds FC           | Yishun        | Zuid-Koreaanse voetbalclub spelend in Singapore |
| Tampines Rovers FC      | Tampines      |                                                 |
| Woodlands Wellington FC | Tampines      |                                                 |
| Young Lions             | Singapore     | Singapores nationale -23 voetbalteam            |

## Landskampioenen en nummers twee
| Jaar | Kampioen                             | Runner-Up                            |
| ---- | ------------------------------------ | ------------------------------------ |
| 2010 | Etoile FC                            | Tampines Rovers                      |
| 2009 | Singapore Armed Forces Football Club | Tampines Rovers                      |
| 2008 | Singapore Armed Forces Football Club | Super Reds FC                        |
| 2007 | Singapore Armed Forces Football Club | Home United FC                       |
| 2006 | Singapore Armed Forces Football Club | Tampines Rovers FC                   |
| 2005 | Tampines Rovers FC                   | Singapore Armed Forces Football Club |
| 2004 | Tampines Rovers FC                   | Home United FC                       |
| 2003 | Home United FC                       | Geylang United FC                    |
| 2002 | Singapore Armed Forces Football Club | Home United FC                       |
| 2001 | Geylang United FC                    | Singapore Armed Forces Football Club |
| 2000 | Singapore Armed Forces Football Club | Tanjong Pagar United FC              |
| 1999 | Home United FC                       | Singapore Armed Forces Football Club |
| 1998 | Singapore Armed Forces Football Club | Tanjong Pagar United FC              |
| 1997 | Singapore Armed Forces Football Club | Tiong Bahru United FC                |
| 1996 | Geylang United FC                    | Singapore Armed Forces Football Club |

## Topscorers
| Seizoen | Topscorer         | Club                                 |
| ------- | ----------------- | ------------------------------------ |
| 2010    | Frederic Mendy    | Etoile FC                            |
| 2009    | Aleksandar Duric  | Singapore Armed Forces Football Club |
| 2008    | Aleksandar Duric  | Singapore Armed Forces Football Club |
| 2007    | Aleksandar Duric  | Singapore Armed Forces Football Club |
| 2006    | Laakkad Abdelhadi | Woodlands Wellington FC              |
| 2005    | Mirko Grabovac    | Tampines Rovers FC                   |
| 2004    | Egmar Goncalves   | Home United FC                       |
| 2003    | Peres De Oliveira | Home United FC                       |
| 2002    | Mirko Grabovac    | Singapore Armed Forces Football Club |
| 2001    | Mirko Grabovac    | Singapore Armed Forces Football Club |
| 2000    | Mirko Grabovac    | Singapore Armed Forces Football Club |
| 1999    | Mirko Grabovac    | Singapore Armed Forces Football Club |
| 1998    | Stuart Young      | Home United FC                       |
| 1997    | Paulic Goran      | Balestier Central FC                 |
| 1996    | Jure Eres         | Singapore Armed Forces Football Club |

## Ex-teams uit de S.League
- Balestier Central FC (gefuseerd met Clementi Khalsa FC tot Balestier Khalsa FC)
- Clementi Khalsa FC (gefuseerd met Balestier Central FC tot Balestier Khalsa FC)
- Jurong FC
- Paya Lebar Punggol FC (gefuseerd met Sengkang Marine FC tot Sengkang Punggol FC)
- Sembawang Rangers FC
- Sinchi FC
- Sengkang Marine FC (gefuseerd met Paya Lebar Punggol FC tot Sengkang Punggol FC)
- Sporting Afrique FC

## Voetbal in Singapore voor de komst van de S.League
Voordat de S.League was gevormd, waren de hoogste competities in Singapore de Premier League (1988-1995) en de National Football League (1975-1987). Deze competities waren niet erg professioneel en in de ogen van de meeste fans niets bij de deelneming van Singapore aan de Malaysia Cup en de Malaysian League. De verschillende competities vielen niet tegelijk, waardoor veel spelers zowel in Maleisië als in Singapore konden spelen. De belangrijkste club in de periode voor de S.League was Geylang International (nu Geylang United).
In 1994 poogde men door twee Australische teams aan de competitie toe te voegen wat meer spanning te creëren. Deze teams werden Perth Kangaroos en de Darwin Cubs. Maar de FAS besliste later om spelers die in de Maleisische competitie speelden niet toe te laten tot de lokale competitie. Daardoor verloor deze veel van zijn sterkte. Perth Kangaroos won de Premier League dat jaar zonder ook maar één verliespartij, en de Darwin Cubs werden tweede. Het experiment mislukte, maar maakte wel de weg vrij voor andere buitenlandse clubs als Albirex Niigata en Sinchi.
Premier League-kampioenen
| Jaar | Kampioen                |
| ---- | ----------------------- |
| 1995 | Singapore National Team |
| 1994 | Perth Kangaroos IFC     |
| 1993 | Geylang International   |
| 1992 | Geylang International   |
| 1991 | Geylang International   |
| 1990 | Geylang International   |
| 1989 | Geylang International   |
| 1988 | Geylang International   |

National Football League kampioenen:
| Jaar | Kampioen                                  |
| ---- | ----------------------------------------- |
| 1987 | Tiong Bahru CSC                           |
| 1986 | Singapore Armed Forces Sports Association |
| 1985 | Police Sports Association                 |
| 1984 | Tampines Rovers                           |
| 1983 | Tiong Bahru CSC                           |
| 1982 | Farrer Park United                        |
| 1981 | Singapore Armed Forces Sports Association |
| 1980 | Tampines Rovers                           |
| 1979 | Tampines Rovers                           |
| 1978 | Singapore Armed Forces Sports Association |
| 1977 | Geylang International                     |
| 1976 | Geylang International                     |
| 1975 | Geylang International                     |